# ヴァヴェル城
ヴァヴェル城（ヴァヴェルじょう、ポーランド語: [ˈvavɛl]; Zamek Królewski na Wawelu）は、ポーランド、マウォポルスカ県の都市・クラクフ（ポーランド王国の旧都、1596年まで首都だった）にある、ポーランド王宮殿。ポーランド王のカジミェシュ3世の命により、970年に建てられた。

## 概要

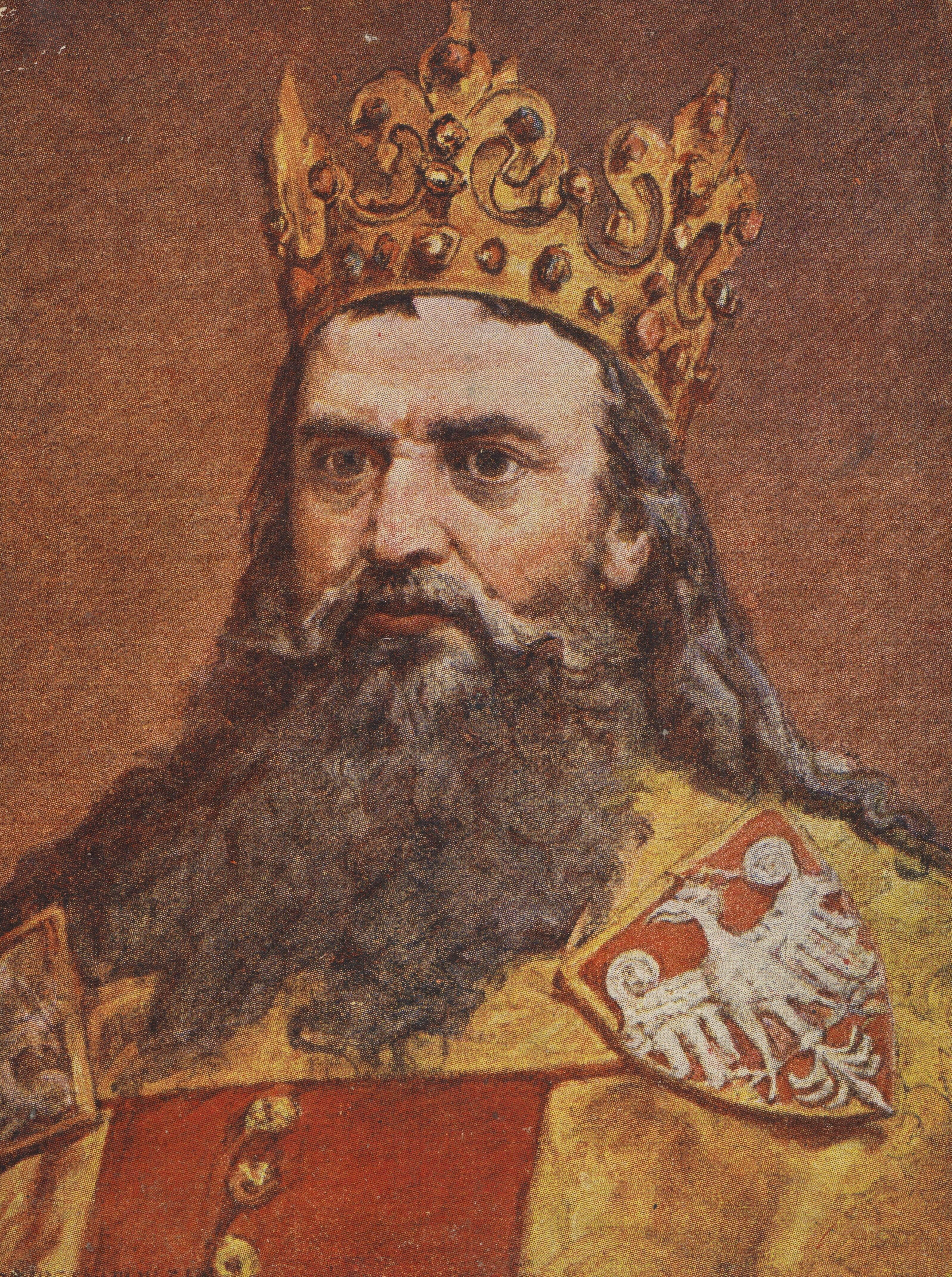
カジミェシュ3世

最盛期には塔が立ち並ぶ壮麗な姿だったと言う。また、ヴァヴェル大聖堂も付属して建設された。
1978年、クラクフの歴史的中心地の構成要素の一つとしてユネスコ世界文化遺産に登録された。
ヴァヴェルの歴史は、すでに中世のポーランドの土地とポーランドの王朝の歴史と深く結びついており、ほとんどの中世とルネサンスのヴァヴェルは中央政府と国会（議会）の座であった。ポーランドとリトアニアの連邦が形成され、成長するにつれて、ヴァヴェルはヨーロッパ最大かつ最も重要な都市の1つになったが、このステータスは、首都が1596年にワルシャワに移転したときにのみ失われた。
カジミェシュ3世が、970年に建て始めたのが、ヴァヴェル城であり、後にポーランド王国国王の宮廷になった所以である。

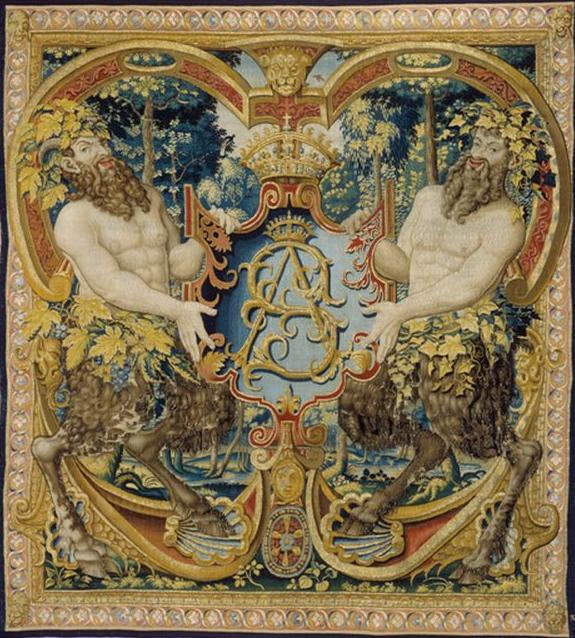
「ヴァヴェル城のタペストリー」の作品の中の一つ

カジュミシュ3世が建設を決めた際、この城はまだ「宮殿」と言えるほどのものではなかったが、クラクフがポーランド王国の首都だったころ、そして、ポーランド王国が存続した約500年以上に渡って修築・改修が行われ続け、現在の豪華絢爛な宮殿に仕上がったのである。
この城は、標高228メートルのヴィスワ川の左岸にある丘に建てられた要塞化された建築物である。ヴァヴェル城は、国王が戴冠して埋葬されたヴァヴェル大聖堂など、歴史上重要な建物で構成されている。ロマネスク様式とゴシック様式の建築などは、970年にまでさかのぼることができる。現在の城は14世紀に建てられたもので、数百年にわたって拡大した。
何世紀にもわたり王の住居であり、ポーランドの国家の象徴であったヴァヴェル城は、現在では美術館として開放されており、国内有数の美術館となっている。1930年に設立された美術館には、ルネサンスの絵画・版画・彫刻コレクションなどを担当する10の学芸部門がある。
また、ヴァヴェル城のタペストリーも著名である。

## ギャラリー

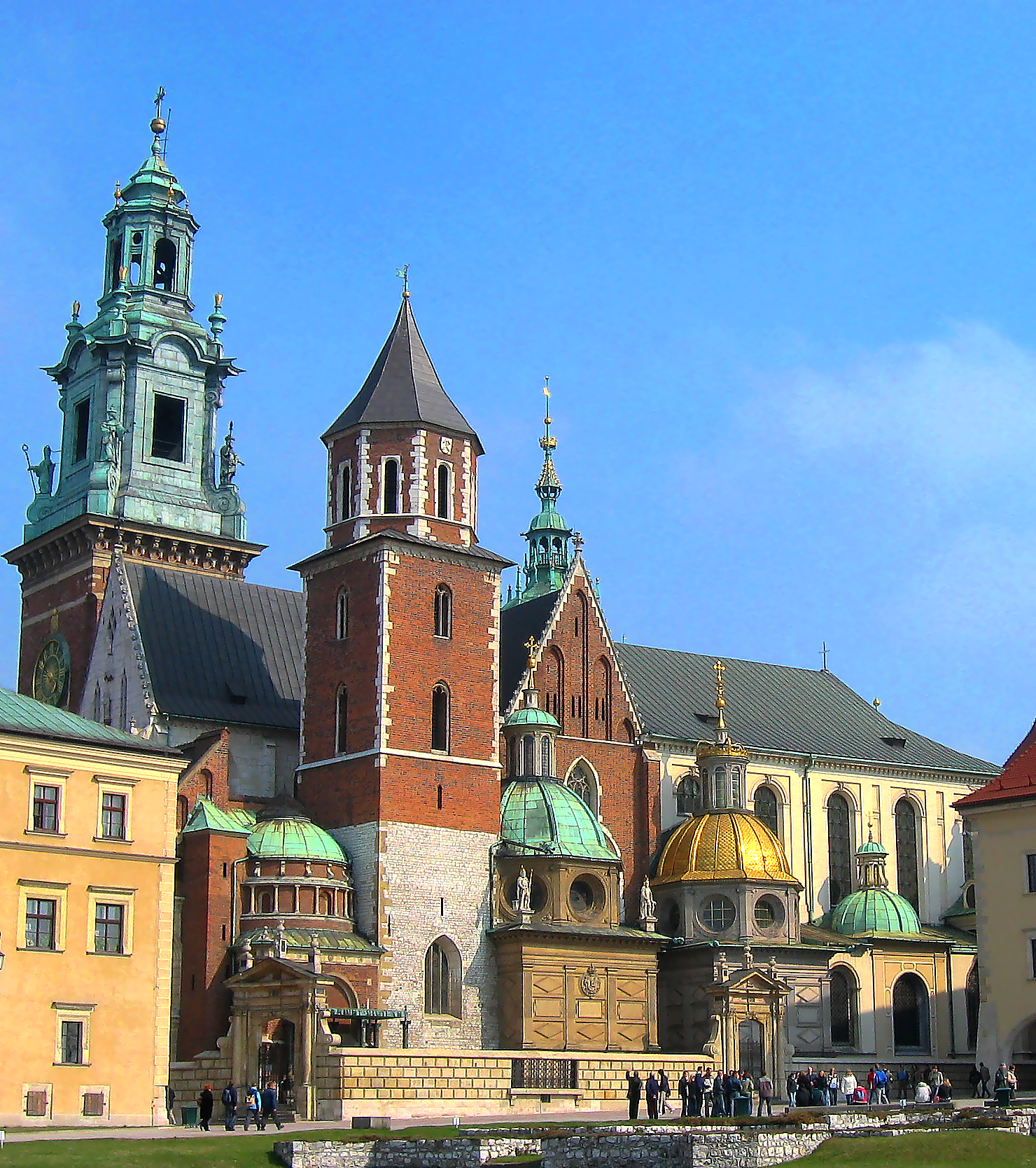
ヴァヴェル大聖堂
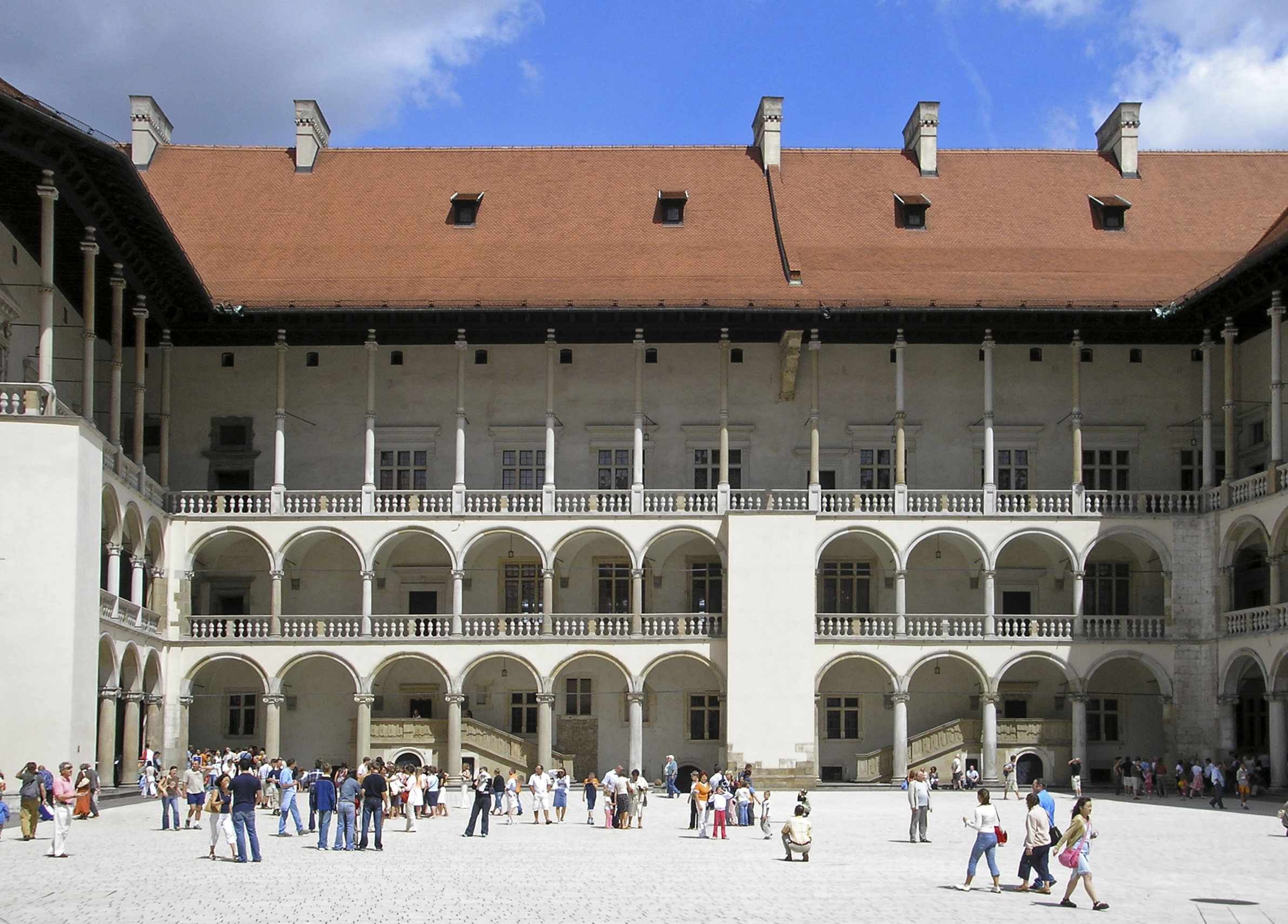
イタリア風の回廊
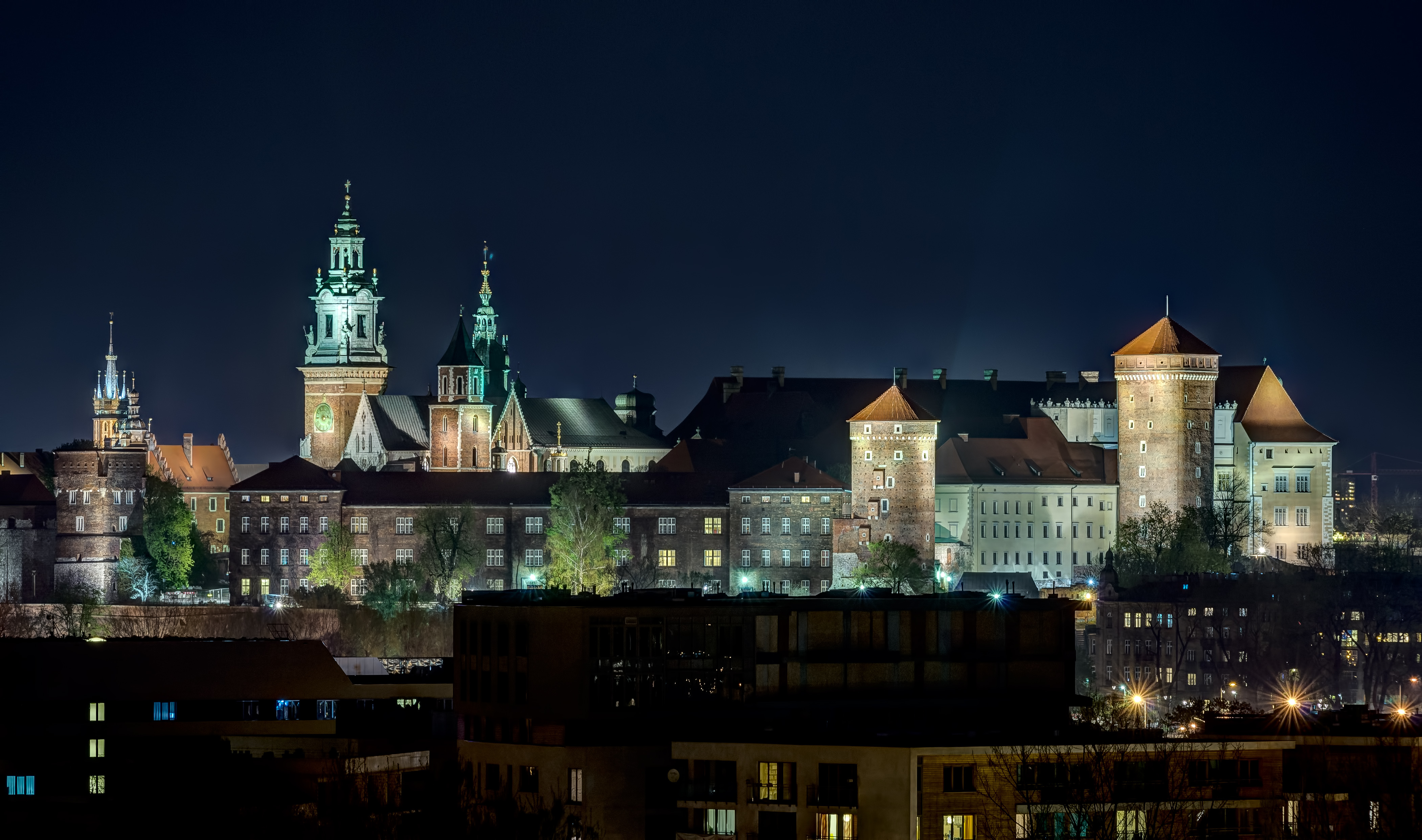
夜景
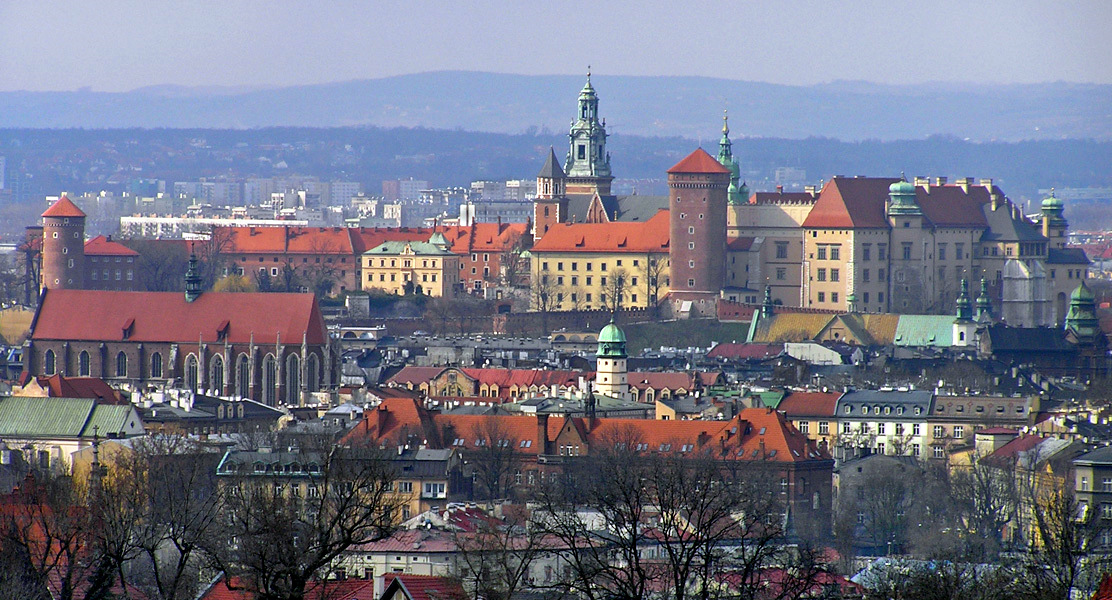
遠景
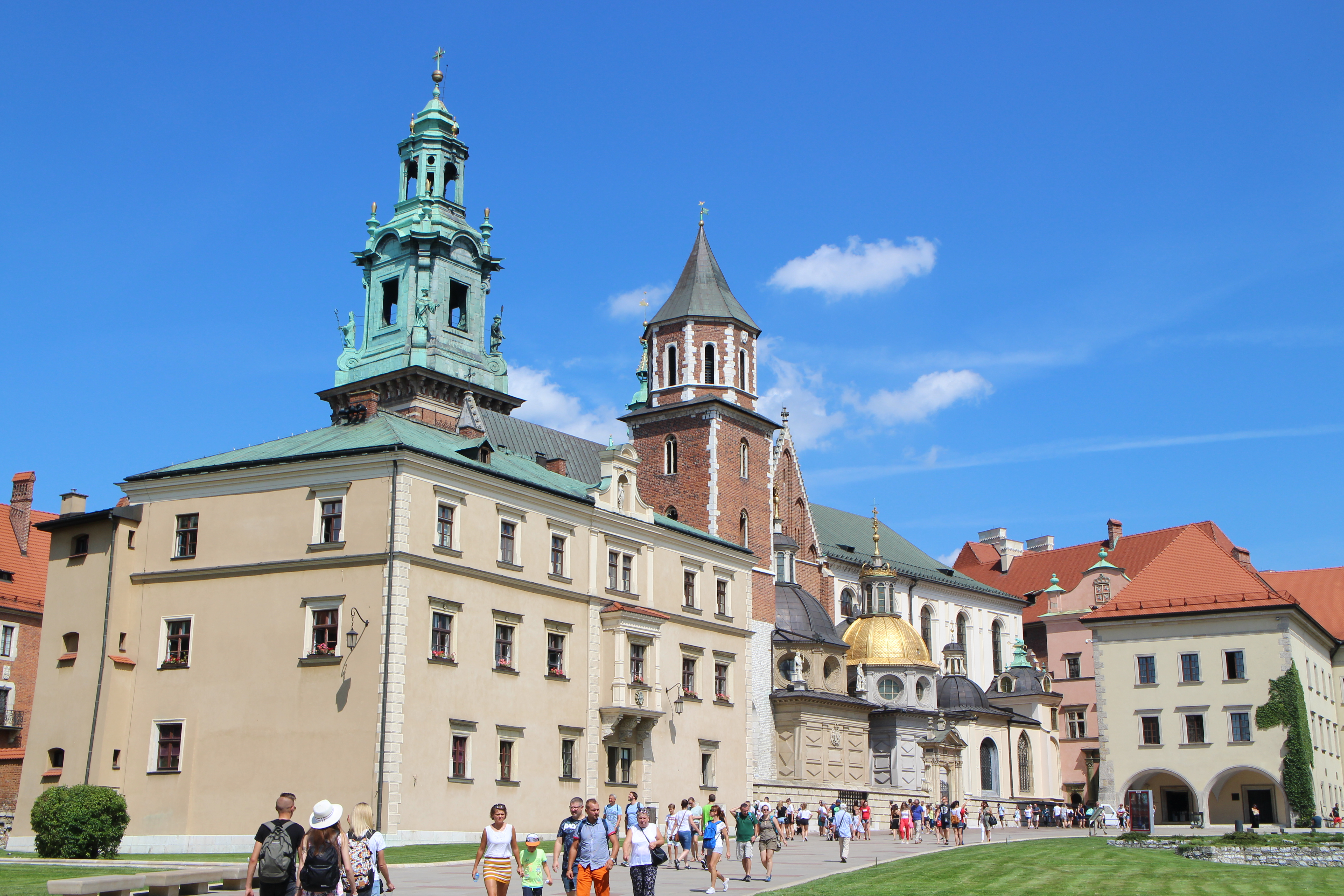
ヴァヴェル大聖堂
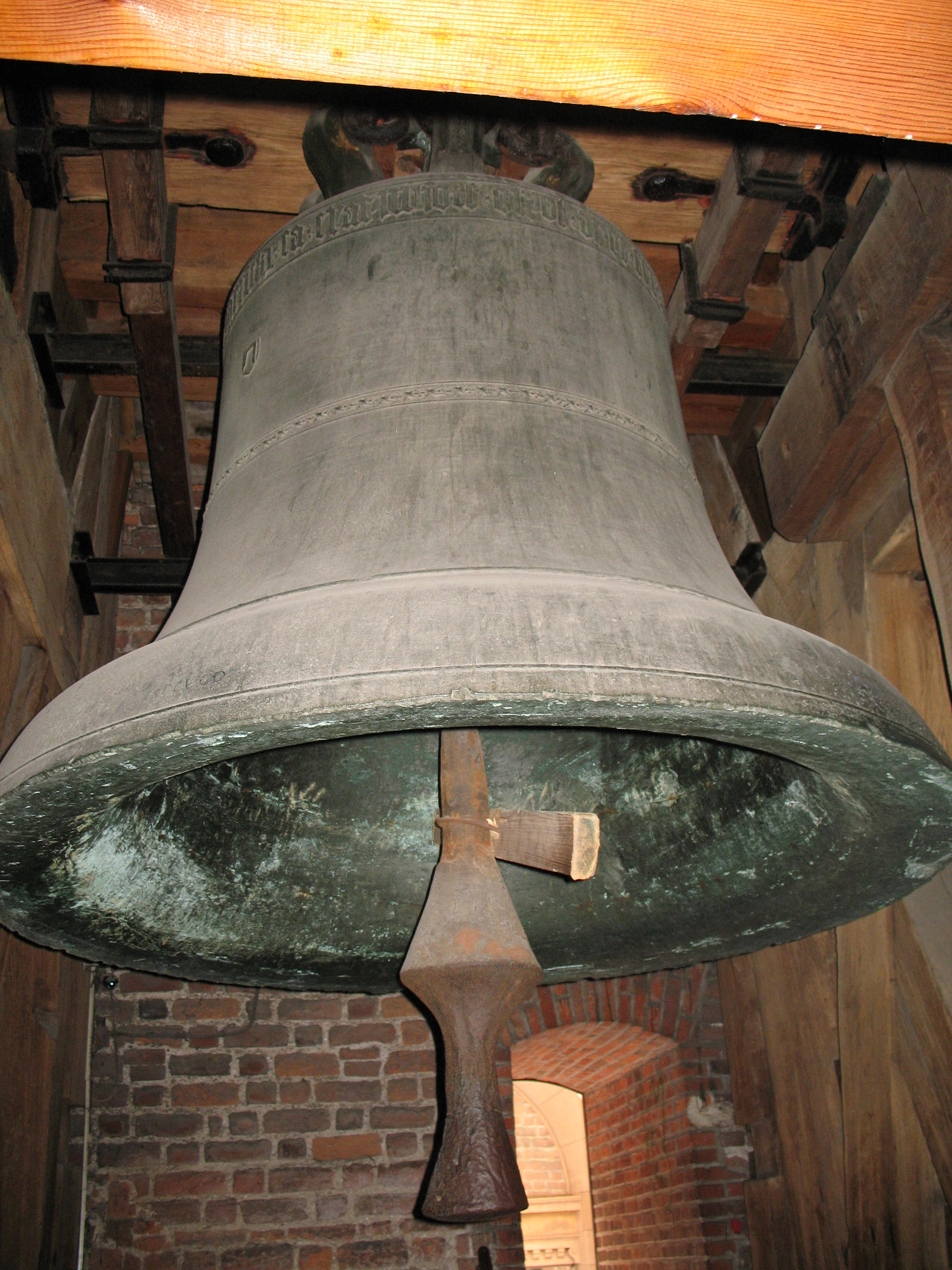
ポーランド一大きな釣鐘
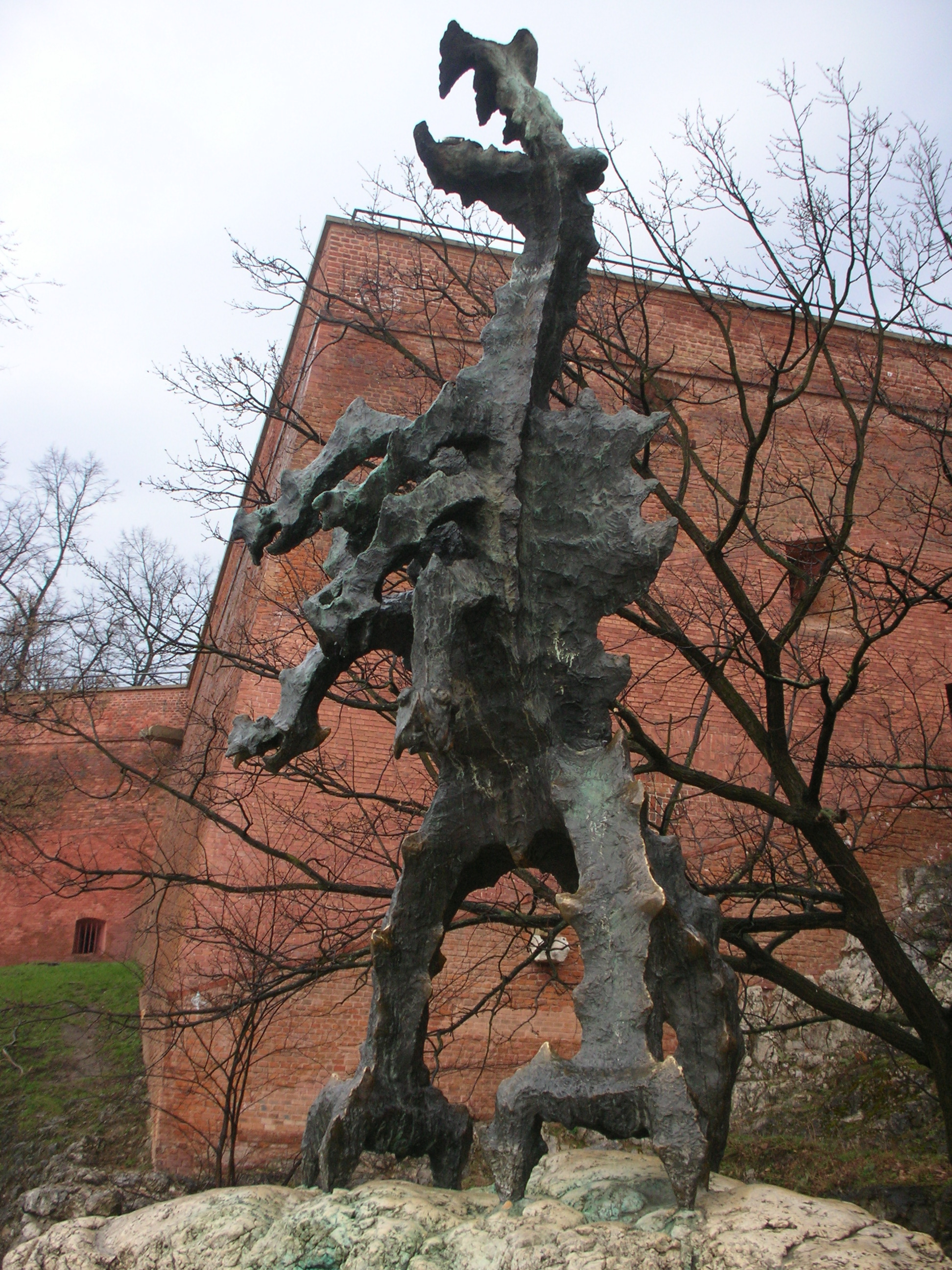
ヴァヴェルの竜